# Coupe de la Ligue 2012/13
De Coupe de la Ligue 2012/13 was de negentiende editie van dit Franse voetbalbekertoernooi. De competitie begon op 7 augustus 2012 en eindigde met de finale op 20 april 2013 in het Stade de France.
De titelhouder was Olympique Marseille, die Olympique Lyonnais met 1-0 versloeg in de finale op 14 april 2012.

## Kalender
| Ronde         | Datum             | Wedstrijden | Clubs   |
| ------------- | ----------------- | ----------- | ------- |
| Eerste Ronde  | 7 augustus 2012   | 12          | 44 → 32 |
| Tweede Ronde  | 28 augustus 2012  | 6           | 32 → 26 |
| Derde Ronde   | 25 september 2012 | 10          | 26 → 16 |
| Laatste 16    | 30 oktober 2012   | 8           | 16 → 8  |
| Kwartfinales  | 27 november 2012  | 4           | 8 → 4   |
| Halve finales | 15 januari 2013   | 2           | 4 → 2   |
| Finale        | 20 april 2013     | 1           | 2 → 1   |

## Deelnemende clubs
| Clubs in de Ligue 1 (20)             | Clubs in de Ligue 2 (20) en de National (4) |
| Beginnen in de achtste finales       | Beginnen in de eerste en 2e ronde           |
| ------------------------------------ | ------------------------------------------- |
| Montpellier Hérault SC               | SM Caen                                     |
| Paris Saint-Germain                  | Dijon FCO                                   |
| Lille                                | AJ Auxerre                                  |
| Olympique lyonnais                   | CS Sedan                                    |
| Girondins de Bordeaux                | Clermont Foot                               |
| Olympique de Marseille (titelhouder) | Tours FC                                    |
| Beginnen in de derde ronde           | EA Guingamp                                 |
| Stade Rennais                        | AS Monaco FC                                |
| AS Saint-Étienne                     | FC Nantes                                   |
| Toulouse FC                          | FC Istres                                   |
| Évian                                | Angers SCO                                  |
| AS Nancy-Lorraine                    | RC Lens                                     |
| Valenciennes FC                      | AC Arles-Avignon                            |
| OGC Nice                             | LB Châteauroux                              |
| FC Sochaux-Montbéliard               | Le Havre                                    |
| Stade Brestois                       | Stade Lavallois                             |
| AC Ajaccio                           | Le Mans                                     |
| FC Lorient                           | Nîmes Olympique                             |
| SC Bastia                            | Chamois Niortais                            |
| Stade de Reims                       | Gazélec Ajaccio                             |
| Troyes                               | FC Metz                                     |
|                                      | Boulogne-sur-Mer                            |
|                                      | Amiens SC                                   |
|                                      | Vannes OC                                   |

## Eerste Ronde
De loting voor de eerste ronde zal worden gehouden op 11 juli 2012. Terwijl de wedstrijden op 7 augustus worden gespeeld.
| Club            | Resultaat      | Club             | Datum           |
| --------------- | -------------- | ---------------- | --------------- |
| Caen            | 2-1            | Lens             | 7 augustus 2012 |
| Tours           | 3-3 5-4 na pen | Le Havre         | 7 augustus 2012 |
| Laval           | 0-0 5-4 na pen | Le Mans          | 7 augustus 2012 |
| Amiens          | 1-2            | Auxerre          | 7 augustus 2012 |
| Châteauroux     | 2-2 2-4 na pen | Dijon            | 7 augustus 2012 |
| Metz            | 3-2            | Sedan            | 7 augustus 2012 |
| Angers          | 2-1 n.v.       | Nantes           | 7 augustus 2012 |
| Istres          | 1-2 n.v.       | Clermont         | 7 augustus 2012 |
| Niort           | 0-0 3-2 na pen | Boulogne-sur-Mer | 7 augustus 2012 |
| Nîmes           | 1-1 5-6 na pen | Monaco           | 7 augustus 2012 |
| Gazélec Ajaccio | 3-3 8-7 na pen | Vannes           | 7 augustus 2012 |
| Arles-Avignon   | 1-0            | Guingamp         | 7 augustus 2012 |

- n.v. = na verlening
- na pen = na pen

## Tweede Ronde
| Club            | Resultaat | Club          | Datum            |
| --------------- | --------- | ------------- | ---------------- |
| Metz            | 1-0       | Tours         | 28 augustus 2012 |
| Clermont        | 0-1       | Caen          | 28 augustus 2012 |
| Laval           | 0-2       | Angers        | 28 augustus 2012 |
| Niort           | 1-2       | AS Monaco     | 28 augustus 2012 |
| Auxerre         | 2- 1      | Dijon         | 28 augustus 2012 |
| Gazélec Ajaccio | 1-2       | Arles-Avignon | 28 augustus 2012 |

## Derde Ronde
| Club                   | Resultaat     | Club                     | Datum             |
| ---------------------- | ------------- | ------------------------ | ----------------- |
| Stade Rennais          | 3-2           | AS Nancy-Lorraine        | 25 september 2012 |
| Caen                   | 0-1           | Toulouse FC              | 26 september 2012 |
| AS Monaco FC           | 4-2 n.v.      | Valenciennes FC          | 26 september 2012 |
| AC Arles-Avignon       | 2-1           | AC Ajaccio               | 26 september 2012 |
| FC Sochaux-Montbéliard | 3-2 n.v.      | Évian Thonon Gaillard FC | 26 september 2012 |
| Stade de Reims         | 1-2           | ES Troyes AC             | 26 september 2012 |
| Stade Brestois         | 2-4           | OGC Nice                 | 26 september 2012 |
| AJ Auxerre             | 2-0           | Angers SCO               | 25 september 2012 |
| FC Lorient             | 1-1 , 0-3 pen | AS Saint-Étienne         | 26 september 2012 |
| SC Bastia              | 3-0           | FC Metz                  | 25 september 2012 |

## Laatste 16
| Club                   | Resultaat | Club          | Datum           |
| ---------------------- | --------- | ------------- | --------------- |
| Montpellier Hérault SC | 1-0       | Bordeaux      | 31 oktober 2012 |
| Bastia                 | 1-0       | Auxerre       | 7 november 2012 |
| Paris SG               | 2-0       | Marseille     | 31 oktober 2012 |
| Monaco                 | 1-2       | Troyes        | 30 oktober 2012 |
| Lille                  | 1-0 n.v.  | Toulouse      | 30 oktober 2012 |
| Rennes                 | 1-0       | Arles-Avignon | 30 oktober 2012 |
| Nice                   | 3-1       | Lyon          | 31 oktober 2012 |
| Sochaux                | 0-3       | Saint-Étienne | 30 oktober 2012 |

## Kwartfinale
|                       |                                                          |         |                                            |                                                                                   |
| 28 november 17:00 uur | Montpellier Hérault                                      | 3 – 2   | Nice                                       | Stade de la Mosson, Montpellier Toeschouwers: 6.658 Scheidsrechter: Fredy Fautrel |
| 28 november 17:00 uur | Rémy Cabella 30' Emanuel Herrera 52' Jonathan Tinhan 83' | Verslag | 22' Alexy Bosetti 66' (pen.) Éric Bauthéac | Stade de la Mosson, Montpellier Toeschouwers: 6.658 Scheidsrechter: Fredy Fautrel |

|                       |        |         |                                                       |                                                                              |
| 28 november 18:45 uur | Bastia | 0 – 3   | Lille                                                 | Stade Armand Cesari, Bastia Toeschouwers: 6.910 Scheidsrechter: Tony Chapron |
| 28 november 18:45 uur |        | Verslag | 11' Gianni Bruno 62' Ronny Rodelin 84' Djibril Sidibé | Stade Armand Cesari, Bastia Toeschouwers: 6.910 Scheidsrechter: Tony Chapron |

|                   |                                                                  |       |                                                     |                                                                                             |
| 27 november 20:55 | Saint-Étienne                                                    | 0 – 0 | Paris SG                                            | Stade Geoffroy-Guichard, Saint-Étienne Toeschouwers: 25.306 Scheidsrechter: Lionel Jaffredo |
| 27 november 20:55 | Verslag                                                          |       |                                                     | Stade Geoffroy-Guichard, Saint-Étienne Toeschouwers: 25.306 Scheidsrechter: Lionel Jaffredo |
| 27 november 20:55 | Strafschoppen                                                    |       |                                                     | Stade Geoffroy-Guichard, Saint-Étienne Toeschouwers: 25.306 Scheidsrechter: Lionel Jaffredo |
| 27 november 20:55 | Renaud Cohade Faouzi Ghoulam Brandão Loïc Perrin P-E. Aubameyang | 5 – 3 | Zlatan Ibrahimović Nenê Thiago Silva Sylvain Armand | Stade Geoffroy-Guichard, Saint-Étienne Toeschouwers: 25.306 Scheidsrechter: Lionel Jaffredo |

|                       |                                              |         |                   |                                                                                                |
| 29 november 20:55 uur | Rennes                                       | 2 – 1   | Troyes            | Stade de la Route de Lorient, Rennes Toeschouwers: 7.338 Scheidsrechter: Jean-Charles Cailleux |
| 29 november 20:55 uur | Jonathan Pitroipa 8' Romain Alessandrini 88' | Verslag | 23' Corentin Jean | Stade de la Route de Lorient, Rennes Toeschouwers: 7.338 Scheidsrechter: Jean-Charles Cailleux |

## Halve finale
De halve finale vond plaats op zaterdag 15 en zondag 16 januari 2013. Van de deelnemers won alleen Montpellier de Coupe de la ligue al eerder (in 1992).
|                      | |       | |                                                                                            |
| 15 januari 20:55 uur | Saint-Étienne                                                                                             | 0 – 0 | Lille | Stade Geoffroy-Guichard, Saint-Étienne Toeschouwers: 23.011 Scheidsrechter: Clément Turpin |
| 15 januari 20:55 uur | Verslag                                                                                                   |       | | Stade Geoffroy-Guichard, Saint-Étienne Toeschouwers: 23.011 Scheidsrechter: Clément Turpin |
| 15 januari 20:55 uur | Strafschoppen                                                                                             |       | | Stade Geoffroy-Guichard, Saint-Étienne Toeschouwers: 23.011 Scheidsrechter: Clément Turpin |
| 15 januari 20:55 uur | Renaud Cohade Yohan Mollo Loïc Perrin Mayi P-E. Aubameyang Josua Guilavogui Jérémy Clément François Clerc | 7 – 6 | Aurélien Chedjou Marko Baša Gianni Bruno Ronny Rodelin Florent Balmont Rio Antonio Mavuba Franck Béria Idrissa Gueye | Stade Geoffroy-Guichard, Saint-Étienne Toeschouwers: 23.011 Scheidsrechter: Clément Turpin |

|                      |                                   |         |             |                                                                                           |
| 16 januari 21:00 uur | Rennes                            | 2 – 0   | Montpellier | Stade de la Route de Lorient, Rennes Toeschouwers: 28.028 Scheidsrechter: Stéphane Lannoy |
| 16 januari 21:00 uur | Julien Féret 7' Mevlüt Erdinç 51' | Verslag |             | Stade de la Route de Lorient, Rennes Toeschouwers: 28.028 Scheidsrechter: Stéphane Lannoy |

## Finale
|                    |               |       |               |                                                                                |
| 20 april 21:00 uur | Saint-Étienne | 1 – 0 | Stade Rennais | Stade de France, Saint-Denis Toeschouwers: 79.000 Scheidsrechter: Ruddy Buquet |
| 20 april 21:00 uur | Brandão 18'   |       |               | Stade de France, Saint-Denis Toeschouwers: 79.000 Scheidsrechter: Ruddy Buquet |